# Industrial Light & Magic
Az Industrial Light & Magic (röviden: ILM) számítógéppel létrehozott filmes grafikával, vizuális effektekkel foglalkozó cég az Amerikai Egyesült Államokban. A vállalatot George Lucas alapította 1975 májusában, jelenleg a The Walt Disney Company tulajdonában van. A Csillagok háborúja IV: Egy új remény című film megjelenését követően a 20th Century Fox bezárta speciális effektekkel foglalkozó stúdióját. Lucas ekkor hozta létre az ILM-et, melynek székhelye eredetileg Van Nuys volt, majd San Rafael, és ma San Francisco.

## Története
Lucas 1977-ben addig még soha nem látott vizuális effekteket szeretett volna viszontlátni a Csillagok Háborúja című filmjében. Felkereste Douglas Trumbull-t, aki 2001: Űrodüsszeia című alkotásáról volt híres. Trumbull visszautasította Lucas ötletét, azonban munkatársát, John Dykstra-t ajánlotta a munkálatokra. Dykstra egyetemi hallgatókból, mérnökökből és művészekből toborzott kis csapatot. Ők lettek a Csillagok Háborúja vizuális hatásokért felelő részlege. A társaság vezetői Dykstra mellett Dennis Muren, Ken Ralston, Richard Edlund, Joe Johnston, Phil Tippett, Steve Gawley, és Jeff Mann lettek.
A Csillagok háborúja V: A Birodalom visszavág című mozifilm készítése során Lucas a csapat nagy részét az Industrial Light & Magic cégbe vonta össze. Megalakulásuk óta több száz filmhez készítettek számítógépes grafikát, effekteket. Munkáik közül kiemelkedő az Indiana Jones sorozat, a Harry Potter sorozat, a Jurassic Park filmek, a Vissza a jövőbe trilógia, a Star Trek filmek egy része, a Szellemirtók 2., és a 2007-es Transformers.
Az Industrial Light & Magic gyakran dolgozik Steven Spielberggel. Az általa rendezett filmek szinte mindegyikéhez az ILM biztosította a vizuális hatásokat. Ezen filmeken Dennis Muren Visual Effects Supervisorként dolgozott.
Az ILM akkor vezette be a számítógéppel létrehozott grafikát a filmiparba, mikor 1979-ben felvették Edwin Catmullt. A 80-as években John Lasseter is dolgozott az ILM-nél. A számítógépes grafikával foglalkozó részleget végül eladták Steve Jobsnak, így megalakult a Pixar, és elkészült az első számítógépes grafikával létrehozott animációs film: a Toy Story.
2016-ra az ILM 16 Oscar-díjat, valamint további 40 jelölést tudhat magáénak a legjobb vizuális effektusok kategóriában. Az ILM ezen kívül 24 Tudományos és Technológiai díjat is nyert a Filmművészeti és Filmtudományi Akadémiától.

## Filmográfia
| 1977         | Star Wars IV. rész – Egy új remény                            | George Lucas                                              | 20th Century Fox                                       | $11 millió    | $775.4 millió   |
| 1980-as évek |                                                               |                                                           |                                                        |               |                 |
| 1980         | Star Wars V. rész – A Birodalom visszavág                     | Irvin Kershner                                            | 20th Century Fox                                       | $33 millió    | $538.4 millió   |
| 1981         | Az elveszett frigyláda fosztogatói                            | Steven Spielberg                                          | Paramount Pictures                                     | $18 millió    | $389.9 millió   |
| 1981         | Sárkányölő                                                    | Matthew Robbins                                           | Paramount Pictures Buena Vista Pictures                | $18 millió    | $14 millió      |
| 1982         | Űrszekerek II: A Khan bosszúja                                | Nicholas Meyer                                            | Paramount Pictures                                     | $11.2 millió  | $97 millió      |
| 1982         | E. T., a földönkívüli                                         | Steven Spielberg                                          | Universal Studios                                      | $10 millió    | $792.9 millió   |
| 1982         | A sötét kristály                                              | Jim Henson és Frank Oz                                    | Universal Studios                                      | $15 millió    | $40 millió      |
| 1982         | Poltergeist - Kopogó szellem                                  | Tobe Hooper                                               | Metro-Goldwyn-Mayer                                    | $10.7 millió  | $121.7 millió   |
| 1983         | Star Wars VI. rész – A Jedi visszatér                         | Richard Marquand                                          | 20th Century Fox                                       | $42.7 millió  | $572.1 millió   |
| 1983         | Twice Upon a Time                                             | John Korty és Charles Swenson                             | Warner Bros.                                           | N/A           | N/A             |
| 1984         | Indiana Jones és a végzet temploma                            | Steven Spielberg                                          | Paramount Pictures                                     | $28.2 millió  | $333.1 millió   |
| 1984         | Star Trek III: Spock nyomában                                 | Leonard Nimoy                                             | Paramount Pictures                                     | $16 millió    | $87 millió      |
| 1984         | Végtelen történet                                             | Wolfgang Petersen                                         | Warner Bros.                                           | $27 millió    | $100 millió     |
| 1984         | Csillagember                                                  | John Carpenter                                            | Columbia Pictures                                      | $24 millió    | $28.7 millió    |
| 1985         | Kincsvadászok                                                 | Richard Donner                                            | Warner Bros.                                           | $19 millió    | $61.5 millió    |
| 1985         | Selyemgubó                                                    | Ron Howard                                                | 20th Century Fox                                       | $17.5 millió  | $85.3 millió    |
| 1985         | Vissza a jövőbe                                               | Robert Zemeckis                                           | Universal Studios                                      | $19 millió    | $389.1 millió   |
| 1985         | Űrrandevú                                                     | Joe Dante                                                 | Paramount Pictures                                     | $25 millió    | $9.9 millió     |
| 1985         | Mishima                                                       | Paul Schrader                                             | Warner Bros.                                           | $5 millió     | $502,758        |
| 1985         | Ifjú Sherlock Holmes és a félelem piramisa                    | Barry Levinson                                            | Paramount Pictures                                     | $18 millió    | $19 millió      |
| 1985         | Távol Afrikától                                               | Sydney Pollack                                            | Universal Studios                                      | $28 millió    | $128.5 millió   |
| 1985         | Kedves ellenségem                                             | Wolfgang Petersen                                         | 20th Century Fox                                       | $29 millió    | $12 millió      |
| 1986         | A pénznyelő                                                   | Richard Benjamin                                          | Universal Studios                                      | $10 millió    | $54 millió      |
| 1986         | Fantasztikus labirintus                                       | Jim Henson                                                | TriStar Pictures                                       | $27.68 millió | $11.6 millió    |
| 1986         | Howard, a kacsa                                               | Willard Huyck                                             | Universal Studios                                      | $37 millió    | $38 millió      |
| 1986         | Star Trek IV: A hazatérés                                     | Leonard Nimoy                                             | Paramount Pictures                                     | $21 millió    | $133 millió     |
| 1986         | Aranygyermek                                                  | Michael Ritchie                                           | Paramount Pictures                                     | $25 millió    | $79.8 millió    |
| 1987         | Óriásláb és Hendersonék                                       | William Dear                                              | Universal Studios                                      | $16 millió    | $49 millió      |
| 1987         | Az eastwicki boszorkányok                                     | George Miller                                             | Warner Bros.                                           | $22 millió    | $63.8 millió    |
| 1987         | Vérbeli hajsza                                                | Joe Dante                                                 | Warner Bros.                                           | $27 millió    | $25 millió      |
| 1987         | A Nap birodalma                                               | Steven Spielberg                                          | Warner Bros.                                           | $35 millió    | $22.2 millió    |
| 1987         | Csoda a 8. utcában                                            | Matthew Robbins                                           | Universal Studios                                      | $25 millió    | $65.1 millió    |
| 1987         | Űrgolyhók                                                     | Mel Brooks                                                | Metro-Goldwyn-Mayer                                    | $22.7 millió  | $38.1 millió    |
| 1988         | Willow                                                        | Ron Howard                                                | Metro-Goldwyn-Mayer                                    | $35 millió    | $57.3 millió    |
| 1988         | Roger nyúl a pácban                                           | Robert Zemeckis                                           | Buena Vista Pictures                                   | $58 millió    | $329.8 millió   |
| 1988         | Golfőrültek 2.                                                | Allan Arkush                                              | Warner Bros.                                           | $20 millió    | $11.8 millió    |
| 1988         | Tucker, az autóbolond                                         | Francis Ford Coppola                                      | Paramount Pictures Metro-Goldwyn-Mayer                 | $24 millió    | $19.7 millió    |
| 1988         | Selyemgubó 2. - A visszatérés                                 | Daniel Petrie                                             | 20th Century Fox                                       | $17.5 millió  | $25 millió      |
| 1989         | Ami sok, az sokk                                              | Joe Dante                                                 | Universal Studios                                      | $18 millió    | $49 millió      |
| 1989         | Az életművész                                                 | Blake Edwards                                             | 20th Century Fox                                       | $9 millió     | $19 millió      |
| 1989         | Baseball álmok                                                | Phil Alden Robinson                                       | Universal Studios TriStar Pictures                     | $15 millió    | $84.4 millió    |
| 1989         | Indiana Jones és az utolsó kereszteslovag                     | Steven Spielberg                                          | Paramount Pictures                                     | $48 millió    | $474.2 millió   |
| 1989         | Szellemirtók 2.                                               | Ivan Reitman                                              | Columbia Pictures                                      | $37 millió    | $215.4 millió   |
| 1989         | A mélység titka                                               | James Cameron                                             | 20th Century Fox                                       | $70 millió    | $90 millió      |
| 1989         | Vissza a jövőbe II.                                           | Robert Zemeckis                                           | Universal Studios                                      | $40 millió    | $332 millió     |
| 1989         | Örökké                                                        | Steven Spielberg                                          | Universal Studios                                      | $31 millió    | $74 millió      |
| 1990-es évek |                                                               |                                                           |                                                        |               |                 |
| 1990         | Vadászat a Vörös Októberre                                    | John McTiernan                                            | Paramount Pictures                                     | $30 millió    | $200.5 millió   |
| 1990         | Joe és a vulkán                                               | John Patrick Shanley                                      | Warner Bros.                                           | $25 millió    | $39 millió      |
| 1990         | Vissza a jövőbe III.                                          | Robert Zemeckis                                           | Universal Studios                                      | $40 millió    | $244.5 millió   |
| 1990         | Total Recall - Az emlékmás                                    | Paul Verhoeven                                            | TriStar Pictures                                       | $50 millió    | $300 millió     |
| 1990         | Még drágább az életed                                         | Renny Harlin                                              | 20th Century Fox                                       | $70 millió    | $240 millió     |
| 1990         | Ghost                                                         | Jerry Zucker                                              | Paramount Pictures                                     | $22 millió    | $505.7 millió   |
| 1990         | Arachnophobia - Pókiszony                                     | Frank Marshall                                            | Buena Vista Pictures                                   | $31 millió    | $53.2 millió    |
| 1990         | Álmok                                                         | Kuroszava Akira és Honda Isiró                            | Warner Bros.                                           | $12 millió    | $2 millió       |
| 1990         | A keresztapa III.                                             | Francis Ford Coppola                                      | Paramount Pictures                                     | $54 millió    | $136.8 millió   |
| 1991         | Intruderek támadása                                           | John Milius                                               | Paramount Pictures                                     | $35 millió    | $14 millió      |
| 1991         | The Doors                                                     | Oliver Stone                                              | TriStar Pictures                                       | $38 millió    | $34.4 millió    |
| 1991         | Farkangyal                                                    | Blake Edwards                                             | Warner Bros.                                           | $15 millió    | $15.5 millió    |
| 1991         | Lánglovagok                                                   | Ron Howard                                                | Universal Studios                                      | $75 millió    | $152.3 millió   |
| 1991         | Hudson Hawk - Egy mestertolvaj aranyat ér                     | Renny Harlin                                              | TriStar Pictures                                       | $65 millió    | $17.2 millió    |
| 1991         | Rocketeer                                                     | Joe Johnston                                              | Buena Vista Pictures                                   | $40 millió    | $46.7 millió    |
| 1991         | Terminátor 2. - Az ítélet napja                               | James Cameron                                             | TriStar Pictures                                       | $94 millió    | $519.8 millió   |
| 1991         | Hook                                                          | Steven Spielberg                                          | TriStar Pictures                                       | $70 millió    | $300.9 millió   |
| 1991         | Star Trek VI: A nem ismert tartomány                          | Nicholas Meyer                                            | Paramount Pictures                                     | $27 millió    | $96.9 millió    |
| 1992         | Semmit a szemnek                                              | John Carpenter                                            | Warner Bros.                                           | $40 millió    | $14.4 millió    |
| 1992         | Jól áll neki a halál                                          | Robert Zemeckis                                           | Universal Studios                                      | $55 millió    | $149 millió     |
| 1993         | Életben maradtak                                              | Frank Marshall                                            | Buena Vista Pictures United International Pictures     | $32 millió    | $36.7 millió    |
| 1993         | Égi tűz                                                       | Robert Lieberman                                          | Paramount Pictures                                     | $15 millió    | $19.9 millió    |
| 1993         | Jurassic Park                                                 | Steven Spielberg                                          | Universal Studios                                      | $63 millió    | $1.029 milliárd |
| 1993         | Az utolsó akcióhős                                            | John McTiernan                                            | Columbia Pictures                                      | $85 millió    | $137.3 millió   |
| 1993         | Gyilkos nap                                                   | Philip Kaufman                                            | 20th Century Fox                                       | $35 millió    | $107.2 millió   |
| 1993         | Meteorember                                                   | Robert Townsend                                           | Metro-Goldwyn-Mayer                                    | $30 millió    | $8 millió       |
| 1993         | Rejtélyes manhattani haláleset                                | Woody Allen                                               | TriStar Pictures                                       | $13.5 millió  | $11 millió      |
| 1993         | Bűvölet                                                       | Harold Becker                                             | Columbia Pictures                                      | $20 millió    | $46 millió      |
| 1993         | Diótörő                                                       | Emile Ardolino                                            | Warner Bros.                                           | $19 millió    | $2 millió       |
| 1993         | Schindler listája                                             | Steven Spielberg                                          | Universal Studios                                      | $22 millió    | $321.2 millió   |
| 1994         | A nagy ugrás                                                  | Joel és Ethan Coen                                        | Warner Bros. Universal Studios                         | $25 millió    | $2.8 millió     |
| 1994         | Forrest Gump                                                  | Robert Zemeckis                                           | Paramount Pictures                                     | $55 millió    | $677.9 millió   |
| 1994         | Maverick                                                      | Richard Donner                                            | Warner Bros.                                           | $75 millió    | $183 millió     |
| 1994         | A Flintstone család                                           | Brian Levant                                              | Universal Studios                                      | $46 millió    | $341.6 millió   |
| 1994         | Farkas                                                        | Mike Nichols                                              | Columbia Pictures                                      | $70 millió    | $131 millió     |
| 1994         | Szabadnapos baba                                              | Patrick Read Johnson                                      | 20th Century Fox                                       | $48 millió    | $16.8 millió    |
| 1994         | A maszk                                                       | Chuck Russell                                             | New Line Cinema                                        | $23 millió    | $351.6 millió   |
| 1994         | Gyilkosság egyenes adásban                                    | Mel Smith                                                 | Universal Studios                                      | $15 millió    | $1.3 millió     |
| 1994         | Zaklatás                                                      | Barry Levinson                                            | Warner Bros.                                           | $55 millió    | $214 millió     |
| 1994         | Star Trek: Nemzedékek                                         | David Carson                                              | Paramount Pictures                                     | $35 millió    | $118 millió     |
| 1995         | Az őrület torkában                                            | John Carpenter                                            | New Line Cinema                                        | $8 millió     | $8.9 millió     |
| 1995         | Elátkozottak faluja                                           | John Carpenter                                            | Universal Studios                                      | $22 millió    | $9.4 millió     |
| 1995         | Kongó                                                         | Frank Marshall                                            | Paramount Pictures                                     | $50 millió    | $152 millió     |
| 1995         | Indián a szekrényben                                          | Frank Oz                                                  | Paramount Pictures Columbia Pictures                   | $45 millió    | $35 millió      |
| 1995         | Casper                                                        | Brad Silberling                                           | Universal Studios                                      | $55 millió    | $287.9 millió   |
| 1995         | Jumanji                                                       | Joe Johnston                                              | TriStar Pictures                                       | $65 millió    | $262.8 millió   |
| 1995         | Szerelem a Fehér Házban                                       | Rob Reiner                                                | Columbia Pictures Universal Studios                    | $62 millió    | $107 millió     |
| 1995         | Sabrina                                                       | Sydney Pollack                                            | Paramount Pictures                                     | $50 millió    | $53 millió      |
| 1996         | Twister                                                       | Jan de Bont                                               | Warner Bros. Universal Studios                         | $92 millió    | $494.4 millió   |
| 1996         | Mission: Impossible                                           | Brian De Palma                                            | Paramount Pictures                                     | $80 millió    | $457.7 millió   |
| 1996         | Sárkányszív                                                   | Rob Cohen                                                 | Universal Studios                                      | $57 millió    | $115 millió     |
| 1996         | Végképp eltörölni                                             | Chuck Russell                                             | Warner Bros.                                           | $100 millió   | $242.3 millió   |
| 1996         | Elektrosokk                                                   | David Koepp                                               | Gramercy Pictures Universal Studios                    | $8 millió     | $3 millió       |
| 1996         | Sleepers - Pokoli lecke                                       | Barry Levinson                                            | Warner Bros. Buena Vista Pictures                      | $44 millió    | $165.6 millió   |
| 1996         | Star Trek: Kapcsolatfelvétel                                  | Jonathan Frakes                                           | Paramount Pictures                                     | $45 millió    | $146 millió     |
| 1996         | 101 kiskutya                                                  | Stephen Herek                                             | Buena Vista Pictures                                   | $75 millió    | $320.6 millió   |
| 1996         | Daylight - Alagút a halálba                                   | Rob Cohen                                                 | Universal Studios                                      | $80 millió    | $159.2 millió   |
| 1996         | Támad a Mars!                                                 | Tim Burton                                                | Warner Bros.                                           | $70 millió    | $101.3 millió   |
| 1997         | Az elveszett világ: Jurassic Park                             | Steven Spielberg                                          | Universal Studios                                      | $75 millió    | $618.6 millió   |
| 1997         | Féktelenül 2. - Teljes gőzzel                                 | Jan de Bont                                               | 20th Century Fox                                       | $110 millió   | $164.5 millió   |
| 1997         | Men in Black - Sötét zsaruk                                   | Barry Sonnenfeld                                          | Columbia Pictures                                      | $90 millió    | $589.4 millió   |
| 1997         | Kapcsolat                                                     | Robert Zemeckis                                           | Warner Bros.                                           | $90 millió    | $171.1 millió   |
| 1997         | Spawn - Az ivadék                                             | Mark A.Z. Dippé                                           | New Line Cinema                                        | $40 millió    | $87.8 millió    |
| 1997         | Csillagközi invázió                                           | Paul Verhoeven                                            | TriStar Pictures Buena Vista Pictures                  | $105 millió   | $121.2 millió   |
| 1997         | Éjfél a jó és a rossz kertjében                               | Clint Eastwood                                            | Warner Bros.                                           | $30 millió    | $25.1 millió    |
| 1997         | Flubber - A szórakozott professzor                            | Les Mayfield                                              | Buena Vista Pictures                                   | $80 millió    | $177.9 millió   |
| 1997         | Amistad                                                       | Steven Spielberg                                          | DreamWorks Pictures                                    | $36 millió    | $44.2 millió    |
| 1997         | Agyament Harry                                                | Woody Allen                                               | Fine Line Features Hollywood Pictures                  | $20 millió    | $10 millió      |
| 1997         | Titanic                                                       | James Cameron                                             | Paramount Pictures 20th Century Fox                    | $200 millió   | $2.187 milliárd |
| 1998         | Kísértethajó                                                  | Stephen Sommers                                           | Buena Vista Pictures Cinergi Pictures                  | $45 millió    | $11.2 millió    |
| 1998         | A kód neve: Merkúr                                            | Harold Becker                                             | Universal Studios                                      | $60 millió    | $93 millió      |
| 1998         | Deep Impact                                                   | Mimi Leder                                                | Paramount Pictures DreamWorks Pictures                 | $80 millió    | $349.4 millió   |
| 1998         | Chipkatonák                                                   | Joe Dante                                                 | DreamWorks Pictures Universal Studios                  | $40 millió    | $54.7 millió    |
| 1998         | Ryan közlegény megmentése                                     | Steven Spielberg                                          | DreamWorks Pictures Paramount Pictures                 | $70 millió    | $481.8 millió   |
| 1998         | Az utolsó dobás                                               | Brian De Palma                                            | Paramount Pictures Buena Vista Pictures                | $73 millió    | $103.8 millió   |
| 1998         | A szerelem rabja                                              | William Ryan                                              | Gramercy Pictures                                      | N/A           | $4,960          |
| 1998         | Ha eljön Joe Black                                            | Martin Brest                                              | Universal Studios                                      | $90 millió    | $142 millió     |
| 1998         | Sztárral szemben                                              | Woody Allen                                               | Miramax Films                                          | $12 millió    | $5 millió       |
| 1998         | Hóbarát                                                       | Troy Miller                                               | Warner Bros.                                           | $85 millió    | $34.6 millió    |
| 1998         | Joe, az óriásgorilla                                          | Ron Underwood                                             | Buena Vista Pictures                                   | $90 millió    | $50 millió      |
| 1999         | Októberi égbolt                                               | Joe Johnston                                              | Universal Studios                                      | $25 millió    | $34.7 millió    |
| 1999         | A múmia                                                       | Stephen Sommers                                           | Universal Studios                                      | $80 millió    | $415.9 millió   |
| 1999         | Star Wars I. rész – Baljós árnyak                             | George Lucas                                              | 20th Century Fox                                       | $115 millió   | $1.027 milliárd |
| 1999         | Vadiúj vadnyugat                                              | Barry Sonnenfeld                                          | Warner Bros.                                           | $170 millió   | $222.1 millió   |
| 1999         | Az átok                                                       | Jan de Bont                                               | DreamWorks Pictures                                    | $80 millió    | $177.3 millió   |
| 1999         | Háborgó mélység                                               | Renny Harlin                                              | Warner Bros.                                           | $60 millió    | $164.6 millió   |
| 1999         | A holtak útja                                                 | Martin Scorsese                                           | Paramount Pictures Buena Vista Pictures                | $55 millió    | $16.8 millió    |
| 1999         | Az Álmosvölgy legendája                                       | Tim Burton                                                | Paramount Pictures                                     | $100 millió   | $206 millió     |
| 1999         | Halálsoron                                                    | Frank Darabont                                            | Warner Bros.                                           | $60 millió    | $290.7 millió   |
| 1999         | Magnólia                                                      | Paul Thomas Anderson                                      | New Line Cinema                                        | $37 millió    | $48.5 millió    |
| 1999         | Hó hull a cédrusra                                            | Scott Hicks                                               | Universal Studios                                      | $35 millió    | $23 millió      |
| 1999         | Galaxy Quest - Galaktitkos küldetés                           | Dean Parisot                                              | DreamWorks Pictures                                    | $45 millió    | $90.7 millió    |
| 2000-es évek |                                                               |                                                           |                                                        |               |                 |
| 2000         | A világ második legjobb gitárosa                              | Woody Allen                                               | Sony Pictures Classics                                 | $29.7 millió  | $4 millió       |
| 2000         | A Mars-mentőakció                                             | Brian De Palma                                            | Buena Vista Pictures                                   | $100 millió   | $110.9 millió   |
| 2000         | Viharzóna                                                     | Wolfgang Petersen                                         | Warner Bros.                                           | $120 millió   | $328.7 millió   |
| 2000         | Rocky és Bakacsin kalandjai                                   | Des McAnuff                                               | Universal Studios                                      | $76 millió    | $35 millió      |
| 2000         | Űrcowboyok                                                    | Clint Eastwood                                            | Warner Bros.                                           | $60 millió    | $128.9 millió   |
| 2000         | Pollock                                                       | Ed Harris                                                 | Sony Pictures Classics                                 | $6 millió     | $10 millió      |
| 2000         | A jövő kezdete                                                | Mimi Leder                                                | Warner Bros.                                           | $40 millió    | $55 millió      |
| 2001         | Az ígéret megszállottja                                       | Sean Penn                                                 | Warner Bros.                                           | $35 millió    | $29.4 millió    |
| 2001         | Édes november                                                 | Pat O'Connor                                              | Warner Bros.                                           | $40 millió    | $65 millió      |
| 2001         | A múmia visszatér                                             | Stephen Sommers                                           | Universal Studios                                      | $98 millió    | $433 millió     |
| 2001         | Pearl Harbor - Égi háború                                     | Michael Bay                                               | Buena Vista Pictures                                   | $140 millió   | $449.2 millió   |
| 2001         | A. I. – Mesterséges értelem                                   | Steven Spielberg                                          | Warner Bros. DreamWorks Pictures                       | $100 millió   | $235.9 millió   |
| 2001         | Jurassic Park III.                                            | Joe Johnston                                              | Universal Studios                                      | $93 millió    | $368.8 millió   |
| 2001         | A majmok bolygója                                             | Tim Burton                                                | 20th Century Fox                                       | $100 millió   | $362.2 millió   |
| 2001         | Harry Potter és a bölcsek köve                                | Chris Columbus                                            | Warner Bros.                                           | $125 millió   | $974.8 millió   |
| 2001         | Mi lenne ha?                                                  | Frank Darabont                                            | Warner Bros.                                           | $72 millió    | $37.3 millió    |
| 2002         | Imposztor                                                     | Gary Fleder                                               | Dimension Films                                        | $40 millió    | $8 millió       |
| 2002         | Az időgép                                                     | Simon Wells                                               | DreamWorks Pictures Warner Bros.                       | $80 millió    | $123.7 millió   |
| 2002         | Totál káosz                                                   | Barry Sonnenfeld                                          | Buena Vista Pictures                                   | $40 millió    | $8.5 millió     |
| 2002         | Star Wars II. rész – A klónok támadása                        | George Lucas                                              | 20th Century Fox                                       | $115 millió   | $649.4 millió   |
| 2002         | A Bourne-rejtély                                              | Doug Liman                                                | Universal Studios                                      | $60 millió    | $214 millió     |
| 2002         | Különvélemény                                                 | Steven Spielberg                                          | DreamWorks Pictures 20th Century Fox                   | $102 millió   | $358.4 millió   |
| 2002         | Men in Black - Sötét zsaruk 2.                                | Barry Sonnenfeld                                          | Columbia Pictures                                      | $140 millió   | $441.8 millió   |
| 2002         | Atomcsapda                                                    | Kathryn Bigelow                                           | Paramount Pictures                                     | $100 millió   | $65.7 millió    |
| 2002         | Jelek                                                         | M. Night Shyamalan                                        | Buena Vista Pictures                                   | $72 millió    | $408.2 millió   |
| 2002         | Véres munka                                                   | Clint Eastwood                                            | Buena Vista Pictures                                   | $50 millió    | $31 millió      |
| 2002         | Kótyagos szerelem                                             | Paul Thomas Anderson                                      | Columbia Pictures                                      | $25 millió    | $24.7 millió    |
| 2002         | Harry Potter és a Titkok Kamrája                              | Chris Columbus                                            | Warner Bros.                                           | $100 millió   | $879 millió     |
| 2002         | New York bandái                                               | Martin Scorsese                                           | Miramax Films                                          | $97 millió    | $193.8 millió   |
| 2003         | A Nap könnyei                                                 | Antoine Fuqua                                             | Columbia Pictures                                      | $100.5 millió | $86.5 millió    |
| 2003         | Veszett vad                                                   | William Friedkin                                          | Paramount Pictures Redbus Film Distribution            | $55 millió    | $45 millió      |
| 2003         | Álomcsapda                                                    | Lawrence Kasdan                                           | Warner Bros.                                           | $68 millió    | $75.7 millió    |
| 2003         | Hulk                                                          | Ang Lee                                                   | Universal Studios                                      | $137 millió   | $245.4 millió   |
| 2003         | Terminátor 3. – A gépek lázadása                              | Jonathan Mostow                                           | Warner Bros. Columbia Pictures                         | $187 millió   | $433.4 millió   |
| 2003         | A Karib-tenger kalózai: A Fekete Gyöngy átka                  | Gore Verbinski                                            | Buena Vista Pictures                                   | $140 millió   | $654.3 millió   |
| 2003         | A szövetség                                                   | Stephen Norrington                                        | 20th Century Fox                                       | $78 millió    | $179.3 millió   |
| 2003         | Volt egyszer egy Mexikó                                       | Robert Rodríguez                                          | Columbia Pictures Dimension Films                      | $28 millió    | $98.1 millió    |
| 2003         | Kapitány és katona: A világ túlsó oldalán                     | Peter Weir                                                | 20th Century Fox Universal Studios                     | $150 millió   | $212 millió     |
| 2003         | Idővonal                                                      | Richard Donner                                            | Paramount Pictures                                     | $80 millió    | $34 millió      |
| 2003         | Túl közeli rokon                                              | Peter és Bobby Farrelly                                   | 20th Century Fox                                       | $55 millió    | $65 millió      |
| 2003         | Pán Péter                                                     | P. J. Hogan                                               | Universal Studios Columbia Pictures                    | $130 millió   | $122 millió     |
| 2004         | Derült égből Polly                                            | John Hamburg                                              | Universal Studios                                      | $42 millió    | $171 millió     |
| 2004         | Függőség                                                      | Philip Kaufman                                            | Paramount Pictures                                     | $50 millió    | $41 millió      |
| 2004         | Hidalgo - A tűz óceánja                                       | Joe Johnston                                              | Buena Vista Pictures                                   | $40 millió    | $108.1 millió   |
| 2004         | Van Helsing                                                   | Stephen Sommers                                           | Universal Studios                                      | $160 millió   | $300.3 millió   |
| 2004         | Holnapután                                                    | Roland Emmerich                                           | 20th Century Fox                                       | $125 millió   | $544.3 millió   |
| 2004         | Harry Potter és az azkabani fogoly                            | Alfonso Cuarón                                            | Warner Bros.                                           | $130 millió   | $796.7 millió   |
| 2004         | A sötétség krónikája                                          | David Twohy                                               | Universal Studios                                      | $105 millió   | $115.8 millió   |
| 2004         | A Bourne-csapda                                               | Paul Greengrass                                           | Universal Studios                                      | $75 millió    | $288.5 millió   |
| 2004         | A falu                                                        | M. Night Shyamalan                                        | Buena Vista Pictures                                   | $60 millió    | $256.7 millió   |
| 2004         | Sky kapitány és a holnap világa                               | Kerry Conran                                              | Paramount Pictures                                     | $70 millió    | $58 millió      |
| 2004         | Lemony Snicket - A balszerencse áradása                       | Brad Silberling                                           | Paramount Pictures DreamWorks Pictures                 | $140 millió   | $209.1 millió   |
| 2005         | Tor-túra                                                      | Brian Levant                                              | Columbia Pictures                                      | $32 millió    | $97 millió      |
| 2005         | A Maszk 2. – A Maszk fia                                      | Lawrence Guterman                                         | New Line Cinema                                        | $84 millió    | $57.6 millió    |
| 2005         | Gorilla bácsi                                                 | Adam Shankman                                             | Buena Vista Pictures                                   | $56 millió    | $198.6 millió   |
| 2005         | Eros                                                          | Wong Kar-wai, Steven Soderbergh és Michelangelo Antonioni | Warner Independent Pictures Artificial Eye             | N/A           | $1 millió       |
| 2005         | A rettegés háza                                               | Andrew Douglas                                            | Metro-Goldwyn-Mayer Dimension Films                    | $19 millió    | $108 millió     |
| 2005         | XXX 2 – A következő fokozat                                   | Lee Tamahori                                              | Columbia Pictures                                      | $87 millió    | $71 millió      |
| 2005         | Star Wars III. rész – A Sith-ek bosszúja                      | George Lucas                                              | 20th Century Fox                                       | $113 millió   | $848.8 millió   |
| 2005         | Cápasrác és lávalány kalandjai                                | Robert Rodríguez                                          | Dimension Films Columbia Pictures                      | $50 millió    | $69.4 millió    |
| 2005         | Kicsi kocsi – Tele a tank                                     | Angela Robinson                                           | Buena Vista Pictures                                   | $50 millió    | $144.1 millió   |
| 2005         | Világok harca                                                 | Steven Spielberg                                          | Paramount Pictures DreamWorks Pictures                 | $132 millió   | $591.7 millió   |
| 2005         | A sziget                                                      | Michael Bay                                               | DreamWorks Pictures Warner Bros.                       | $126 millió   | $162.9 millió   |
| 2005         | Bőrnyakúak                                                    | Sam Mendes                                                | Universal Studios                                      | $72 millió    | $96.9 millió    |
| 2005         | Csodacsibe                                                    | Mark Dindal                                               | Buena Vista Pictures                                   | $150 millió   | $314.4 millió   |
| 2005         | Rent – Bohém élet                                             | Chris Columbus                                            | Columbia Pictures                                      | $40 millió    | $31.6 millió    |
| 2005         | Harry Potter és a Tűz Serlege                                 | Mike Newell                                               | Warner Bros.                                           | $150 millió   | $896.9 millió   |
| 2005         | Narnia Krónikái: Az oroszlán, a boszorkány és a ruhásszekrény | Andrew Adamson                                            | Buena Vista Pictures                                   | $180 millió   | $745 millió     |
| 2005         | München                                                       | Steven Spielberg                                          | Universal Studios DreamWorks Pictures                  | $70 millió    | $130.4 millió   |
| 2005         | Tucatjával olcsóbb 2.                                         | Adam Shankman                                             | 20th Century Fox                                       | $60 millió    | $129.1 millió   |
| 2006         | Kutyahideg                                                    | Frank Marshall                                            | Buena Vista Pictures                                   | $40 millió    | $120.4 millió   |
| 2006         | Mission: Impossible III                                       | J. J. Abrams                                              | Paramount Pictures                                     | $150 millió   | $397.9 millió   |
| 2006         | Poseidon                                                      | Wolfgang Petersen                                         | Warner Bros.                                           | $160 millió   | $181.7 millió   |
| 2006         | A Karib-tenger kalózai: Holtak kincse                         | Gore Verbinski                                            | Buena Vista Pictures                                   | $225 millió   | $1.066 milliárd |
| 2006         | Lány a vízben                                                 | M. Night Shyamalan                                        | Warner Bros.                                           | $70 millió    | $72.8 millió    |
| 2006         | Eragon                                                        | Stefen Fangmeier                                          | 20th Century Fox                                       | $100 millió   | $249.5 millió   |
| 2007         | A Karib-tenger kalózai: A világ végén                         | Gore Verbinski                                            | Buena Vista Pictures                                   | $300 millió   | $963.4 millió   |
| 2007         | Evan, a minden6ó                                              | Tom Shadyac                                               | Universal Studios                                      | $175 millió   | $173.4 millió   |
| 2007         | Transformers                                                  | Michael Bay                                               | DreamWorks Pictures Paramount Pictures                 | $150 millió   | $709.7 millió   |
| 2007         | Harry Potter és a Főnix Rendje                                | David Yates                                               | Warner Bros.                                           | $150 millió   | $939.9 millió   |
| 2007         | Csúcsformában 3.                                              | Brett Ratner                                              | New Line Cinema                                        | $140 millió   | $258 millió     |
| 2007         | Gyávák és hősök                                               | Robert Redford                                            | Metro-Goldwyn-Mayer 20th Century Fox                   | $35 millió    | $63.2 millió    |
| 2007         | A nemzet aranya: Titkok könyve                                | Jon Turteltaub                                            | Walt Disney Studios Motion Pictures                    | $130 millió   | $457.4 millió   |
| 2007         | Vérző olaj                                                    | Paul Thomas Anderson                                      | Paramount Vantage Miramax Films                        | $25 millió    | $76.2 millió    |
| 2008         | A Spiderwick krónikák                                         | Mark Waters                                               | Paramount Pictures                                     | $90 millió    | $162 millió     |
| 2008         | A Vasember                                                    | Jon Favreau                                               | Paramount Pictures                                     | $140 millió   | $585.2 millió   |
| 2008         | Speed Racer – Totál turbó                                     | Wachowski testvérek                                       | Warner Bros.                                           | $120 millió   | $93.9 millió    |
| 2008         | Indiana Jones és a kristálykoponya királysága                 | Steven Spielberg                                          | Paramount Pictures                                     | $185 millió   | $786.6 millió   |
| 2008         | Az esemény                                                    | M. Night Shyamalan                                        | 20th Century Fox                                       | $48 millió    | $163.4 millió   |
| 2008         | WALL·E                                                        | Andrew Stanton                                            | Walt Disney Studios Motion Pictures                    | $180 millió   | $521.3 millió   |
| 2008         | Miracle at St. Anna                                           | Spike Lee                                                 | Walt Disney Studios Motion Pictures                    | $45 millió    | $9.3 millió     |
| 2008         | Cincin lovag                                                  | Sam Fell és Robert Stevenhagen                            | Universal Studios                                      | $60 millió    | $86.9 millió    |
| 2009         | Egy boltkóros naplója                                         | P. J. Hogan                                               | Walt Disney Studios Motion Pictures                    | $55 millió    | $108.3 millió   |
| 2009         | Star Trek                                                     | J. J. Abrams                                              | Paramount Pictures                                     | $150 millió   | $385.7 millió   |
| 2009         | Terminátor: Megváltás                                         | McG                                                       | Warner Bros. Columbia Pictures                         | $200 millió   | $371.4 millió   |
| 2009         | Transformers: A bukottak bosszúja                             | Michael Bay                                               | DreamWorks Pictures Paramount Pictures                 | $200 millió   | $836.3 millió   |
| 2009         | Harry Potter és a Félvér Herceg                               | David Yates                                               | Warner Bros.                                           | $250 millió   | $934.4 millió   |
| 2009         | Avatar                                                        | James Cameron                                             | 20th Century Fox                                       | $237 millió   | $2.790 milliárd |
| 2010-es évek |                                                               |                                                           |                                                        |               |                 |
| 2010         | Vasember 2.                                                   | Jon Favreau                                               | Paramount Pictures                                     | $200 millió   | $623.9 millió   |
| 2010         | Az utolsó léghajlító                                          | M. Night Shyamalan                                        | Paramount Pictures                                     | $150 millió   | $319.7 millió   |
| 2011         | A negyedik                                                    | D. J. Caruso                                              | Walt Disney Studios Motion Pictures                    | $50 millió    | $149.9 millió   |
| 2011         | Rango                                                         | Gore Verbinski                                            | Paramount Pictures                                     | $135 millió   | $245.7 millió   |
| 2011         | A Karib-tenger kalózai: Ismeretlen vizeken                    | Rob Marshall                                              | Walt Disney Studios Motion Pictures                    | $378.5 millió | $1.046 milliárd |
| 2011         | Super 8                                                       | J. J. Abrams                                              | Paramount Pictures                                     | $50 millió    | $260.1 millió   |
| 2011         | Transformers 3.                                               | Michael Bay                                               | Paramount Pictures                                     | $195 millió   | $1.124 milliárd |
| 2011         | Cowboyok és űrlények                                          | Jon Favreau                                               | Universal Studios Paramount Pictures                   | $163 millió   | $174 millió     |
| 2011         | A leleményes Hugo                                             | Martin Scorsese                                           | Paramount Pictures                                     | $150 millió   | $185.8 millió   |
| 2011         | Mission: Impossible – Fantom protokoll                        | Brad Bird                                                 | Paramount Pictures                                     | $145 millió   | $694.7 millió   |
| 2012         | Red Tails - Különleges légiosztag                             | Anthony Hemingway                                         | 20th Century Fox                                       | $58 millió    | $50.4 millió    |
| 2012         | Bosszúállók                                                   | Joss Whedon                                               | Walt Disney Studios Motion Pictures                    | $220 millió   | $1.519 milliárd |
| 2012         | Csatahajó                                                     | Peter Berg                                                | Universal Studios                                      | $220 millió   | $303 millió     |
| 2012         | Felhőatlasz                                                   | Wachowski testvérek és Tom Tykwer                         | Warner Bros.                                           | $128.5 millió | $130.5 millió   |
| 2013         | Személyiségtolvaj                                             | Seth Gordon                                               | Universal Studios                                      | $35 millió    | $174 millió     |
| 2013         | G.I. Joe: Megtorlás                                           | Jon M. Chu                                                | Paramount Pictures                                     | $130 millió   | $375.7 millió   |
| 2013         | Pain & Gain                                                   | Michael Bay                                               | Paramount Pictures                                     | $26 millió    | $86.2 millió    |
| 2013         | A nagy Gatsby                                                 | Baz Luhrmann                                              | Warner Bros.                                           | $105 millió   | $351 millió     |
| 2013         | Szemfényvesztők                                               | Louis Leterrier                                           | Universal Studios                                      | $75 millió    | $351.7 millió   |
| 2013         | Z világháború                                                 | Marc Forster                                              | Paramount Pictures                                     | $190 millió   | $540 millió     |
| 2013         | Star Trek – Sötétségben                                       | J. J. Abrams                                              | Paramount Pictures                                     | $185 millió   | $467.4 millió   |
| 2013         | A magányos lovas                                              | Gore Verbinski                                            | Walt Disney Studios Motion Pictures                    | $225 millió   | $260.5 millió   |
| 2013         | Tűzgyűrű                                                      | Guillermo del Toro                                        | Warner Bros.                                           | $190 millió   | $411 millió     |
| 2013         | RED 2.                                                        | Dean Parisot                                              | Summit Entertainment                                   | $84 millió    | $148.1 millió   |
| 2013         | Elysium – Zárt világ                                          | Neill Blomkamp                                            | TriStar Pictures                                       | $115 millió   | $286.1 millió   |
| 2013         | A túlélő                                                      | Peter Berg                                                | Universal Studios                                      | $49 millió    | $149.3 millió   |
| 2014         | Noé                                                           | Darren Aronofsky                                          | Paramount Pictures                                     | $125 millió   | $362.6 millió   |
| 2014         | Amerika Kapitány: A tél katonája                              | Anthony Russo és Joe Russo                                | Walt Disney Studios Motion Pictures                    | $170 millió   | $714.4 millió   |
| 2014         | Transformers: A kihalás kora                                  | Michael Bay                                               | Paramount Pictures                                     | $210 millió   | $1.104 milliárd |
| 2014         | Lucy                                                          | Luc Besson                                                | Universal Studios                                      | $40 millió    | $463.4 millió   |
| 2014         | Tini nindzsa teknőcök                                         | Jonathan Liebesman                                        | Paramount Pictures                                     | $125 millió   | $493.3 millió   |
| 2014         | Rendíthetetlen                                                | Angelina Jolie                                            | Universal Studios                                      | $65 millió    | $163.3 millió   |
| 2015         | Különös varázs                                                | Gary Rydstrom                                             | Walt Disney Studios Motion Pictures                    | $70 millió    | $13.6 millió    |
| 2015         | Bosszúállók: Ultron kora                                      | Joss Whedon                                               | Walt Disney Studios Motion Pictures                    | $279.9 millió | $1.405 milliárd |
| 2015         | Holnapolisz                                                   | Brad Bird                                                 | Walt Disney Studios Motion Pictures                    | $190 millió   | $209.2 millió   |
| 2015         | Jurassic World                                                | Colin Trevorrow                                           | Universal Studios                                      | $150 millió   | $1.672 milliárd |
| 2015         | Terminátor: Genisys                                           | Alan Taylor                                               | Paramount Pictures                                     | $155 millió   | $440.6 millió   |
| 2015         | A Hangya                                                      | Peyton Reed                                               | Walt Disney Studios Motion Pictures                    | $130 millió   | $519.3 millió   |
| 2015         | Hitman: A 47-es ügynök                                        | Aleksander Bach                                           | 20th Century Fox                                       | $35 millió    | $82.3 millió    |
| 2015         | Mentőexpedíció                                                | Ridley Scott                                              | 20th Century Fox                                       | $108 millió   | $630.2 millió   |
| 2015         | Parajelenségek: Szellemdimenzió                               | Gregory Plotkin                                           | Paramount Pictures                                     | $10 millió    | $78.1 millió    |
| 2015         | 007 Spectre – A Fantom visszatér                              | Sam Mendes                                                | Metro-Goldwyn-Mayer Columbia Pictures                  | $250 millió   | $880.7 millió   |
| 2015         | Star Wars VII. rész – Az ébredő Erő                           | J. J. Abrams                                              | Walt Disney Studios Motion Pictures                    | $200 millió   | $2.068 milliárd |
| 2015         | A visszatérő                                                  | Alejandro G. Iñárritu                                     | 20th Century Fox                                       | $135 millió   | $533 millió     |
| 2015         | A nagy dobás                                                  | Adam McKay                                                | Paramount Pictures                                     | $28 millió    | $133.4 millió   |
| 2016         | 13 óra: Bengázi titkos katonái                                | Michael Bay                                               | Paramount Studios                                      | $50 millió    | $69.4 millió    |
| 2016         | Amerika Kapitány: Polgárháború                                | Anthony és Joe Russo                                      | Walt Disney Studios Motion Pictures                    | $250 millió   | $1.153 milliárd |
| 2016         | Tini Nindzsa Teknőcök: Elő az árnyékból!                      | Dave Green                                                | Paramount Pictures                                     | $135 millió   | $245.6 millió   |
| 2016         | Warcraft: A kezdetek                                          | Duncan Jones                                              | Universal Studios                                      | $160 millió   | $433.7 millió   |
| 2016         | Mélytengeri pokol                                             | Peter Berg                                                | Summit Entertainment                                   | $110 millió   | $121.7 millió   |
| 2016         | Doctor Strange                                                | Scott Derrickson                                          | Walt Disney Studios Motion Pictures                    | $165 millió   | $677.6 millió   |
| 2016         | Zsivány Egyes – Egy Star Wars-történet                        | Gareth Edwards                                            | Walt Disney Studios Motion Pictures                    | $200 millió   | $1.056 milliárd |
| 2016         | Némaság                                                       | Martin Scorsese                                           | Paramount Pictures                                     | $40 millió    | $23.7 millió    |
| 2017         | A Nagy Fal                                                    | Zhang Yimou                                               | Universal Studios                                      | $150 millió   | $334 millió     |
| 2017         | Élet                                                          | Daniel Espinosa                                           | Columbia Pictures                                      | $58 millió    | $100.5 millió   |
| 2017         | Kong: Koponya-sziget                                          | Jordan Vogt-Roberts                                       | Warner Bros.                                           | $185 millió   | $566 millió     |
| 2017         | A múmia                                                       | Alex Kurtzman                                             | Universal Studios                                      | $125 millió   | $409 millió     |
| 2017         | A Karib-tenger kalózai: Salazar bosszúja                      | Joachim Ronning és Espen Sandberg                         | Walt Disney Studios Motion Pictures                    | $230 millió   | $794.9 millió   |
| 2017         | Transformers: Az utolsó lovag                                 | Michael Bay                                               | Paramount Pictures                                     | $260 millió   | $605 millió     |
| 2017         | Pókember: Hazatérés                                           | Jon Watts                                                 | Columbia Pictures                                      | $175 millió   | $880 millió     |
| 2017         | Valerian és az ezer bolygó városa                             | Luc Besson                                                | EuropaCorp                                             | $209 millió   | $225 millió     |
| 2017         | Anyám!                                                        | Darren Aronofsky                                          | Paramount Pictures                                     | $33 millió    | $44.5 millió    |
| 2017         | A bátrak                                                      | Joseph Kosinski                                           | Columbia Pictures                                      | $38 millió    | $25.6 millió    |
| 2017         | Thor: Ragnarök                                                | Taika Waititi                                             | Walt Disney Studios Motion Pictures                    | $180 millió   | $854.3 millió   |
| 2017         | Star Wars VIII. rész – Az utolsó jedik                        | Rian Johnson                                              | Walt Disney Studios Motion Pictures                    | $200 millió   | $1.333 milliárd |
| 2017         | Kicsinyítés                                                   | Alexander Payne                                           | Paramount Pictures                                     | $76 millió    | $55 millió      |
| 2018         | 12 katona                                                     | Nicolai Fuglsig                                           | Warner Bros.                                           | $35 millió    | $70.8 millió    |
| 2018         | The Cloverfield Paradox                                       | Julius Onah                                               | Netflix                                                | $45 millió    | N/A             |
| 2018         | Fekete Párduc                                                 | Ryan Coogler                                              | Walt Disney Studios Motion Pictures                    | $200 millió   | $1.347 milliárd |
| 2018         | Monster Hunt 2                                                | Raman Hui                                                 | Edko Film/Lionsgate                                    | $143 millió   | $361.7 millió   |
| 2018         | Időcsavar                                                     | Ava DuVernay                                              | Walt Disney Studios Motion Pictures                    | $100 millió   | $132.7 millió   |
| 2018         | Ready Player One                                              | Steven Spielberg                                          | Warner Bros.                                           | $175 millió   | $582.2 millió   |
| 2018         | Hang nélkül                                                   | John Krasinski                                            | Paramount Pictures                                     | $17 millió    | $340.7 millió   |
| 2018         | Bosszúállók: Végtelen háború                                  | Anthony és Joe Russo                                      | Walt Disney Studios Motion Pictures                    | $300 millió   | $2.048 milliárd |
| 2018         | Solo: Egy Star Wars-történet                                  | Ron Howard                                                | Walt Disney Studios Motion Pictures                    | $275 millió   | $392.9 millió   |
| 2018         | Jurassic World: Bukott birodalom                              | J.A. Bayona                                               | Universal Studios                                      | $170 millió   | $1.309 milliárd |
| 2018         | A Hangya és a Darázs                                          | Peyton Reed                                               | Walt Disney Studios Motion Pictures                    | $162 millió   | $622.7 millió   |
| 2018         | Felhőkarcoló                                                  | Rawson M. Thurber                                         | Universal Studios                                      | $125 millió   | $304.1 millió   |
| 2018         | A szél másik oldala                                           | Orson Welles                                              | Netflix                                                | $6 millió     | N/A             |
| 2018         | Overlord                                                      | Julius Avery                                              | Paramount Pictures                                     | $38 millió    | $41.2 millió    |
| 2018         | Legendás állatok: Grindelwald bűntettei                       | David Yates                                               | Warner Bros.                                           | $200 millió   | $653.8 millió   |
| 2018         | Aquaman                                                       | James Wan                                                 | Warner Bros.                                           | $200 millió   | $1.148 milliárd |
| 2018         | ŰrDongó                                                       | Travis Knight                                             | Paramount Pictures                                     | $102 millió   | $465.9 millió   |
| 2018         | Bird Box                                                      | Susanne Bier                                              | Netflix                                                | $19.8 millió  | N/A             |
| 2019         | Marvel Kapitány                                               | Anna Boden és Ryan Fleck                                  | Walt Disney Studios Motion Pictures                    | $152 millió   | $1.128 milliárd |
| 2019         | Mi                                                            | Jordan Peele                                              | Universal Pictures                                     | $20 millió    | $254.7 millió   |
| 2019         | Bosszúállók: Végjáték                                         | Anthony és Joe Russo                                      | Walt Disney Studios Motion Pictures                    | $356 millió   | $2.798 milliárd |
| 2019         | Aladdin                                                       | Guy Ritchie                                               | Walt Disney Studios Motion Pictures                    | $183 millió   | $1.051 milliárd |
| 2019         | Pókember: Idegenben                                           | Jon Watts                                                 | Columbia Pictures                                      | $160 millió   | $1.132 milliárd |
| 2019         | Az ír                                                         | Martin Scorsese                                           | Netflix                                                | $159 millió   | N/A             |
| 2019         | Terminator: Sötét végzet                                      | Tim Miller                                                | Paramount Pictures Walt Disney Studios Motion Pictures | $200 millió   | $260.6 millió   |
| 2019         | Six Underground – Hatan az alvilágból                         | Michael Bay                                               | Netflix                                                | $150 millió   | \| N/A \|       |
| 2019         | Star Wars IX. rész – Skywalker kora                           | J. J. Abrams                                              | Walt Disney Studios Motion Pictures                    | $200 millió   | N/A             |
| 2019         | Hamarosan                                                     |                                                           |                                                        |               |                 |
| 2020         | Nincs idő meghalni                                            | Cary Joji Fukunaga                                        | Metro-Goldwyn-Mayer Universal Pictures                 | N/A           | N/A             |
| 2020         | SpongyaBob: Spongya szökésben                                 | Tim Hill                                                  | Paramount Pictures                                     | N/A           | N/A             |
| 2020         | Dzsungeltúra                                                  | Jaume Collet-Serra                                        | Walt Disney Studios Motion Pictures                    | N/A           | N/A             |
| N/A          |                                                               |                                                           |                                                        |               |                 |

## Televíziós munkák
| Év        | Cím                             | Csatorna    |
| --------- | ------------------------------- | ----------- |
| 1987-1994 | Star Trek: Az új nemzedék       | Syndication |
| 1992-1996 | Az ifjú Indiana Jones kalandjai | ABC         |
| 2007-2019 | Agymenők                        | CBS         |
| 2014-2015 | Carter ügynök                   | ABC         |
| 2019      | Krypton (2. évad)               | Syfy        |
| 2019-     | A Mandalóri                     | Disney+     |

## Fordítás
- Ez a szócikk részben vagy egészben  az   Industrial Light & Magic című angol Wikipédia-szócikk fordításán alapul.  Az eredeti cikk szerkesztőit annak laptörténete sorolja fel. Ez a jelzés csupán a megfogalmazás eredetét és a szerzői jogokat jelzi, nem szolgál a cikkben szereplő információk forrásmegjelöléseként.